# Rolf Landauer
Rolf Wilhelm (William) Landauer (* 4. Februar 1927 in Stuttgart; † 27. April 1999 in Briarcliff Manor, New York) war ein deutsch-US-amerikanischer Physiker und Informationswissenschaftler.

## Leben
1938 musste Landauer, damals 11 Jahre alt, mit seiner Familie das nationalsozialistische Deutschland verlassen. Er studierte an der Harvard University (Bachelor 1945, Master 1947), wo er 1950 in Physik promovierte. 1950 bis 1952 war er Physiker des National Advisory Committee of Aeronautics am Lewis Laboratory. Seit 1952 war er Physiker bei IBM. 1961 bis 1966 war er dort Direktor für Physik und 1966 bis 1969 Assistant Director of Research. Ab 1969 war er IBM Fellow. 1959 wurde er auch Fellow der American Physical Society.
1995 erhielt er den Oliver E. Buckley Condensed Matter Prize der American Physical Society. Seit 1988 war er Mitglied der National Academy of Sciences, seit 1992 der American Academy of Arts and Sciences.

## Lehre
Landauer wurde durch die Formulierung des nach ihm benannten Landauer-Prinzips bekannt, das dem irreversiblen Löschen von Information einen konkreten Energieverlust zuordnet und nebenbei das Dilemma des Maxwellschen Dämons löst. Gleichzeitig zeigte er, dass das Lesen und Schreiben von Information unter idealen Bedingungen frei von energetischen Kosten ist.
Voraussetzung für diese Entdeckung war seine Überzeugung, dass Information nicht abstrakt sein kann, sondern zwangsläufig eine physikalische Verkörperung haben muss: „Information ist physikalisch“. Durch das Landauer-Prinzip wird erstmals der thermodynamische Entropiebegriff mit dem informationstheoretischen Entropiebegriff direkt verknüpft. In dieser Hinsicht kommt den Arbeiten Landauers eine besondere Schlüsselstellung für eine Reihe weiterer Theorien zu, die auf dieser Verknüpfung aufbauen.

## Werke
- Rolf Landauer, Irreversibility and heat generation in the computing process, IBM Journal of Research and Development, vol. 5, pp. 183–191, 1961.
- Rolf Landauer, The Physical Nature of Information, Physics Letters A 217 (1996): 188–193